# Дудаев, Рудник Умалатович
Рудник Умала́тович Дуда́ев (22 апреля 1949, Бурчмулла — 11 декабря 2005, Грозный, Чечня, Россия) — чеченский политический деятель, секретарь Совета безопасности Чечни, глава аппарата администрации Чечни, полковник КГБ СССР. Генерал-майор ФСБ РФ. Кандидат юридических наук.

## Биография
Рудник (Абдул-Рашид) Дудаев родился 22 апреля 1949 года в Бричмулле (Узбекская ССР). Выходец из тайпа чартой. Не являлся родственником Джохара Дудаева. Более 30 лет проработал в КГБ/ФСБ. Начинал службу в КГБ Узбекистана. Считался одним из виднейших специалистов по исламу и странам Ближнего Востока.
Занимался бизнесом, был совладельцем туристической фирмы, председателем отделения внешних связей Ассоциации мусульманских организаций РФ. До декабря 2000 года возглавлял Совет СНГ по связям с мусульманами в странах дальнего зарубежья, патронируемую верховным муфтием России Талгатом Таджуддином. Затем был назначен заместителем главы администрации Чечни Ахмата Кадырова, курирующим силовиков. С февраля 2001-го — секретарь Совета безопасности Чечни. С ноября 2002 года — глава аппарата администрации Чечни.
27 декабря 2002 года был тяжело ранен во время теракта на территории комплекса правительственных зданий в Грозном, Находился в коме. Лечился в военном госпитале имени Бурденко.
Являлся куратором Ахмата Кадырова, когда тот учился в советское время в религиозных учебных заведениях Узбекистана. Когда президента Чечни Ахмата Кадырова взорвали на грозненском стадионе «Динамо», Рудник Дудаев превратился в нежелательного носителя секретов.
Его тело было обнаружено 11 декабря 2005 года во временном вагончике на территории комплекса правительственных зданий в центре Грозного. По официальной версии, причиной смерти Дудаева стало отравление угарным газом, которое возникло в результате пожара в вагончике около 14.00 11 декабря 2005 года.

## Ссылка
- Смерть под тройной охраной Архивная копия от 15 января 2016 на Wayback Machine